# 송영주 (축구 해설가)
송영주(1976년 3월 15일~)는 대한민국의 축구 해설가이자 기고가이다.

## 학력
- 서울 신학초등학교
- 방학중학교
- 청원고등학교
- 국민대학교

## 경력
- Spotv(축구 해설위원)
- SkyEn(축구 해설위원)
- tbs 교통방송(축구 해설위원)
- skySports(축구 해설위원)
- 쿠팡플레이(축구 해설위원)